# Dayton Wings
I Dayton Wings sono stati una franchigia di pallacanestro della World Basketball League, con sede a Dayton, nell'Ohio, attivi tra il 1991 e il 1992.
Disputarono due stagioni nella WBL, vincendo il titolo in entrambe le occasioni. Nel 1992 vennero dichiarati campioni dopo il fallimento della lega, in quanto in possesso del miglior record fino a quel momento. In seguito si sciolsero.

## Stagioni
| Stagione | Lega | Denominazione | V  | P  | %    | Piazzamento | Play-off |
| -------- | ---- | ------------- | -- | -- | ---- | ----------- | -------- |
| 1991     | WBL  | Dayton Wings  | 27 | 19 | 58,7 | 5º          | Campioni |
| 1992     | WBL  | Dayton Wings  | 29 | 22 | 56,9 | 1º          | Campioni |